# Batarà vermiculat
El batarà vermiculat (Thamnophilus tenuepunctatus) és una espècie d'ocell de la família dels tamnofílids (Thamnophilidae).

## Hàbitat i distribució
Habita boscos i matolls de les terres baixes fins als 1900 m des de l'est de Colòmbia, cap al sud, a través de l'est de l'Equador i nord de Perú.